# Bush Tetras
Bush Tetras est un groupe de no wave et post-punk américain, principalement féminin, originaire de New York. Formé au début des années 1980, le groupe connat diverses éclipses mais se reformera plusieurs fois, notamment en 2009 pour collecter des fonds pour une opération médicale de la bassiste Laura Kennedy.
Laura Kennedy est morte dans l'après-midi du 14 novembre 2011, des suites de sa longue lutte contre l'hépatite C.

## Biographie
Le guitariste Pat Place et la chanteuse Cynthia Sley produisent plusieurs aspects sonores de Tetras. Le groupe atteint le succès au début des années 1980 avec Too Many Creeps 57e des classements Dance en 1981, et Can't Be Funky/Cowboys in Africa (32e en 1982) avant leur première séparation. Sley se joint à Ivan Julian des Richard Hell and the Voidoids pour former Lovelies.
Bush Tetras se reforme brièvement au milieu des années 1990 et publie l'album Beauty Lies en 1997. En 1998, ils enregistrent l'album Happy avec le producteur Don Fleming (qui ne sera pas publié avant 2012). En 2005, ils recrutent la bassiste Julia Murphy et jouent à New York. Ils tournent en Europe en été 2006.
Laura Kennedy, la bassiste originale du groupe, décède le 14 novembre 2011, de suites d'une maladie,. En février 2013, Cindy Rickmond (ex-Cheap Perfume, Grayson Hugh, Church of Betty et Unknown Gender) remplace brièvement Murphy à la basse[réf. nécessaire]. Au début de 2016, Val Opielski (ex-Krakatoa, Walking Hellos, PSXO et 1000 Yard Stare) se joint au groupe à la basse.

## Discographie

### Albums studio
- 1997 : Beauty Lies (Tim/Kerr Records/Polygram Records)
- 2007 : Very Very Happy (ROIR)
- 2012 : Happy (ROIR)
- 2023 : They Live in My Head (Wharf Cat Records)

### Compilations
- 1995 : Boom In The Night (Original Studio Recordings 1980 - 1983) (ReachOut International Records)
- 2021 : Rhythm and Paranoia: The Best of Bush Tetras (Wharf Cat Records)

### EP et singles
- 1980 : Too Many Creeps / Snakes Crawl / You Taste Like the Tropics (EP)
- 1980 : Things That Go Boom in the Night / Das Ah Riot
- 1981 : Can't Be Funky / Can't Be Funky (instrumental)
- 1981 : Rituals (EP)
- 1983 : Wild Things (ROIR)
- 1989 : Better Late Than Never: 1980-1983 (cassette ; ROIR)
- 1989 : Boom in the Night (Original Studio Recordings 1980-1983) (cassette 1989, CD)
- 1995 : Tetrafied: Previously Released Recordings (Thirsty Ear)
- 1996 : Page 18 (EP ; Tim/Kerr Records)

## Membres

### Membres actuels
- Cynthia Sley - chant (1979–1983, 1995–1998, depuis 2005)
- Pat Place - guitare (1979–1983, 1995–1998, depuis 2005)
- Dee Pop - batterie (1979–1983, 1995–1998, depuis 2005)
- Val Opielski - basse (depuis 2016)

### Anciens membres
- Laura Kennedy - basse (1979–1983, 1995–1998)
- Jimmy Joe Uliana - guitare (1979)
- Adele Bertei - chant (1979)
- Bob Albertson - basse (1983)
- Don Christenson - batterie (1983)
- Julia Murphy - basse (2005–2013, 2015)
- Cindy Rickmond - basse (2013)